# Строматеевые
Строматеевые (лат. Stromateidae) — семейство морских лучепёрых рыб из отряда Scombriformes. Ранее включалось в отряд окунеобразных.

## Описание
Длина до 3 м. Тело высокое, сжатое с боков. Окраска варьирует от серебристой до голубой, иногда с пятнами. Спинной плавник один. Впереди спинного и анального плавников иногда располагаются 1—10 двувершинных плоских шипов и 3—5 тонких, удлиняющихся колючих лучей, находящихся впереди мягких. Спинной и анальный плавники примерно одинакового размера и формы, обычно серповидные. Хвостовой плавник вильчатой формы, имеет глубокую выемку. Грудные плавники заострённые, длинные. Брюшные плавники отсутствуют, за исключением молоди представителей рода Stromateus. Чешуя мелкого размера, циклоидного типа, очень легко опадающая. Боковая линия идёт высоко, следуя профилю спины, и переходит на хвостовой стебель. Края крышечной и предкрышечной костей гладкие. Крышечная кость тонкая, с 2 плоскими, короткими, слабыми шипами. Рот маленький. Зубы очень мелкие, уплощены с боков, расположены на челюстях в один ряд. Сошник и нёбные кости лишены зубов. Дополнительная верхнечелюстная косточка отсутствует. Глаза сравнительно небольшие, жировая ткань вокруг них обычно плохо развита. Позвонков 30—48.

## Ареал
Встречаются в толще воды в пределах материковой отмели и заливов тропических, субтропических и умеренных широт Атлантического, Индийского и Тихого океанов.

## Классификация
- Род Pampus
  - Pampus argenteus (Euphrasen, 1788)
  - Pampus chinensis (Euphrasen, 1788)
  - Pampus echinogaster (Basilewsky, 1855)
  - Pampus minor Liu & Li, 1998
  - Pampus punctatissimus (Temminck & Schlegel, 1845)
- Род Peprilus
  - Peprilus burti Fowler, 1944
  - Peprilus medius (Peters, 1869)
  - Peprilus ovatus Horn, 1970
  - Peprilus paru (Linnaeus, 1758)
  - Peprilus simillimus (Ayres, 1860)
  - Peprilus snyderi Gilbert & Starks, 1904
  - Peprilus triacanthus (Peck, 1804)
- Род Stromateus
  - Stromateus brasiliensis Fowler, 1906
  - Stromateus fiatola Linnaeus, 1758
  - Stromateus stellatus Cuvier, 1829